# Schwarzbach (Krümmelbach)
Der Schwarzbach, auch Unterbach (im Volksmund Selbach) genannt, ist ein knapp vier Kilometer langer Bach im Westerwaldkreis und ein linker Zufluss des Krümmelbachs, der im rheinland-pfälzischen Westerwaldkreis verläuft.

## Verlauf
Die Quelle des Schwarzbachs liegt nördlich von Siershahn auf einer Höhe von 288 m ü. NHN im Wald auf Leuteroder Gemarkung. Von dort fließt er in Richtung Süd-West. Vor Siershahn ändert er seine Richtung nach Süd-Ost, wird durch Siershahn und Wirges unterführt und mündet schließlich zwischen Wirges und Staudt von links in den Krümmelbach, an derselben Stelle wie der Krambach und im Schenkel zwischen den beiden anderen Bächen.
Der 3,8 Kilometer lange Lauf des Schwarzbachs endet ungefähr 37 Höhenmeter unterhalb seiner Quelle, er hat somit ein mittleres Sohlgefälle von etwa 9,7 ‰.

## Beschaffenheit
Der Schwarzbach ist im Vergleich zum Au- oder Ahrbach nur gering verschmutzt, da er wie diese nicht direkt durch oder an Tongruben verläuft, die hier zahlreich vorhanden sind. So lassen sich auch häufig Bachforellen im Schwarzbach sichten.